# ハンガリー遊覧船沈没事故
ハンガリー遊覧船沈没事故（ハンガリーゆうらんせんちんぼつじこ）は、2019年5月29日にハンガリー・ブダペストで発生した船舶事故である。
21時15分（中央ヨーロッパ夏時間）頃、ブダペスト内のドナウ川クルーズ船ハブレアーニ号（Hableány）が、より大きな他のクルーズ船・MVバイキングシギン号（MV Viking Sigyn）と衝突した後に沈没した。乗船客は韓国人観光客・ガイド計33人とハンガリー人の乗組員2人であった。ハブレアーニ号は27メートル、MVバイキングシギンは135メートルの長さがある。事故は国会議事堂に近いマルギット橋付近で起きた。
この事故により、ハブレアーニ号乗客の韓国人25人、ハンガリー人の船長・乗務員2人の計27人が死亡、韓国人1人が行方不明となった。
事故の際、MVバイキングシギン号はハブレアーニ号を追い越そうとしたが無線交信できちんと連絡を取らず、事故が起きた後も救助措置を即時に行わなかったとされる。MVバイキングシギン号の船長は水上交通妨害や事故後の未措置などの疑いで起訴され、自宅軟禁状態で裁判を受けていたが、2023年9月26日にブダペスト地方裁判所より懲役5年6か月の刑を言い渡された。
また、韓国人遺族は2020年、MVバイキングシギン号とハブレアーニ号の船主会社を相手取り損害賠償を求める訴訟を起こした。

## 事故現場と船

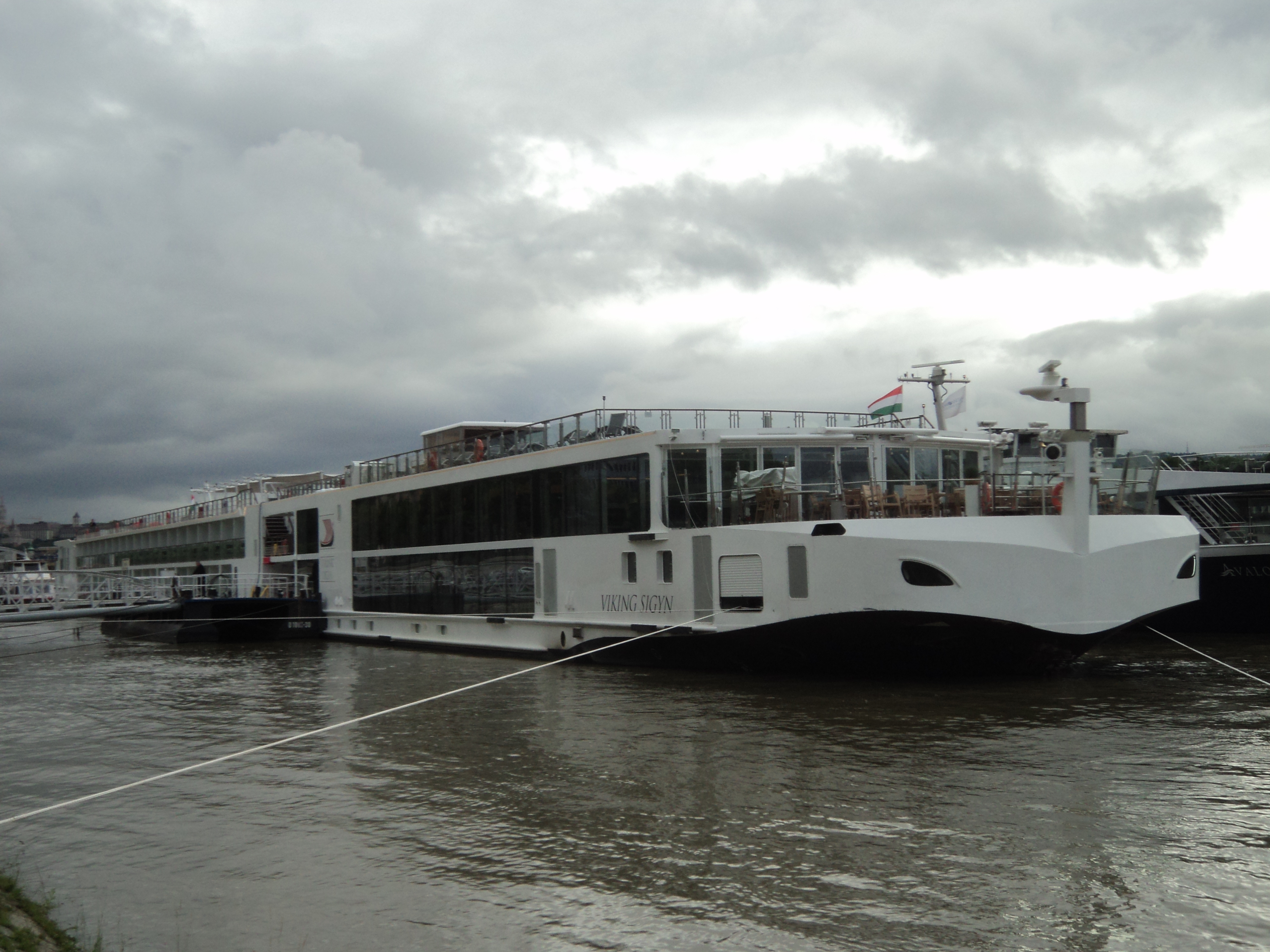
衝突したMVバイキングシギン号（2019年5月30日）
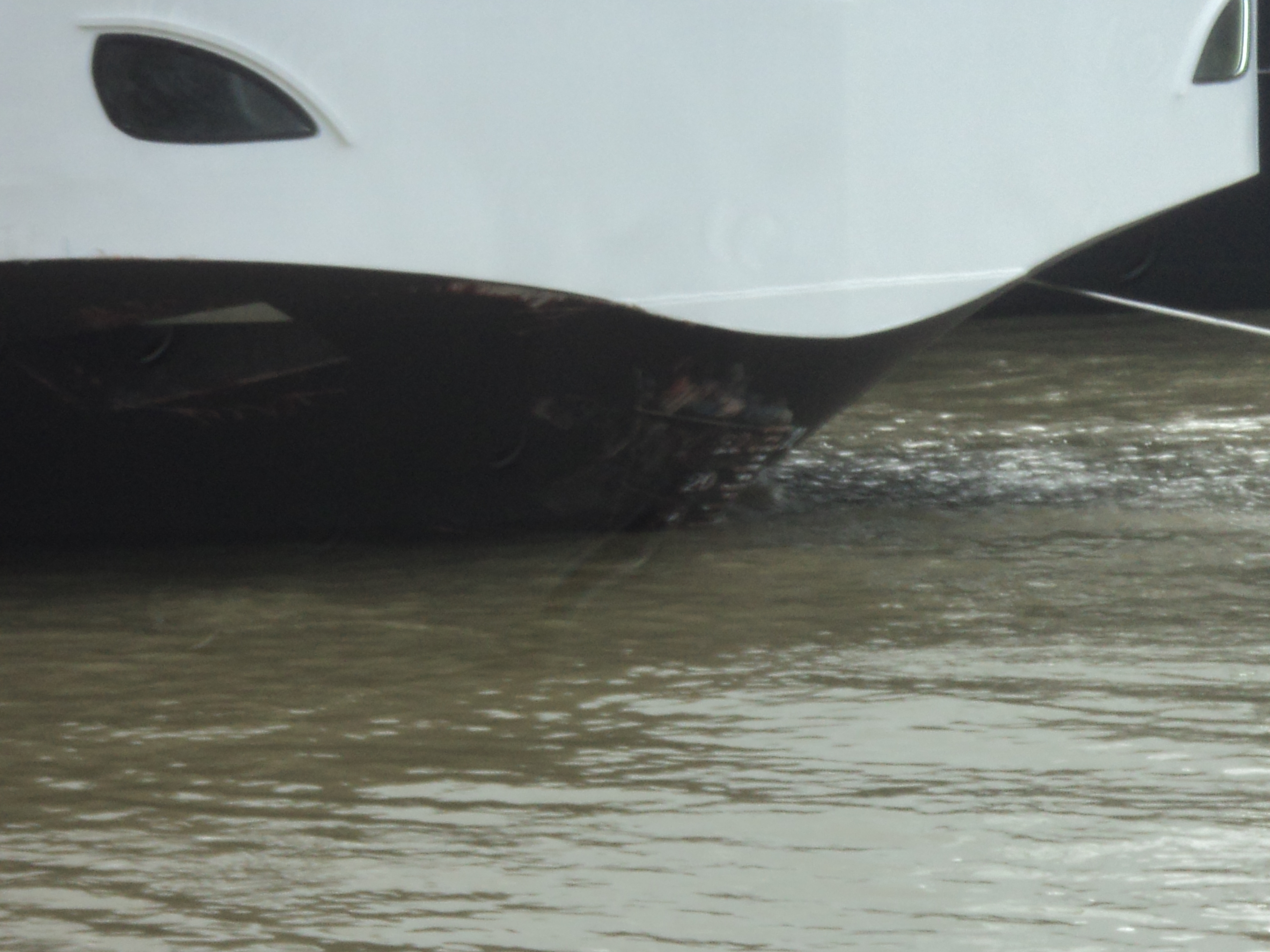
MVバイキングシギン号船首に残る衝突跡
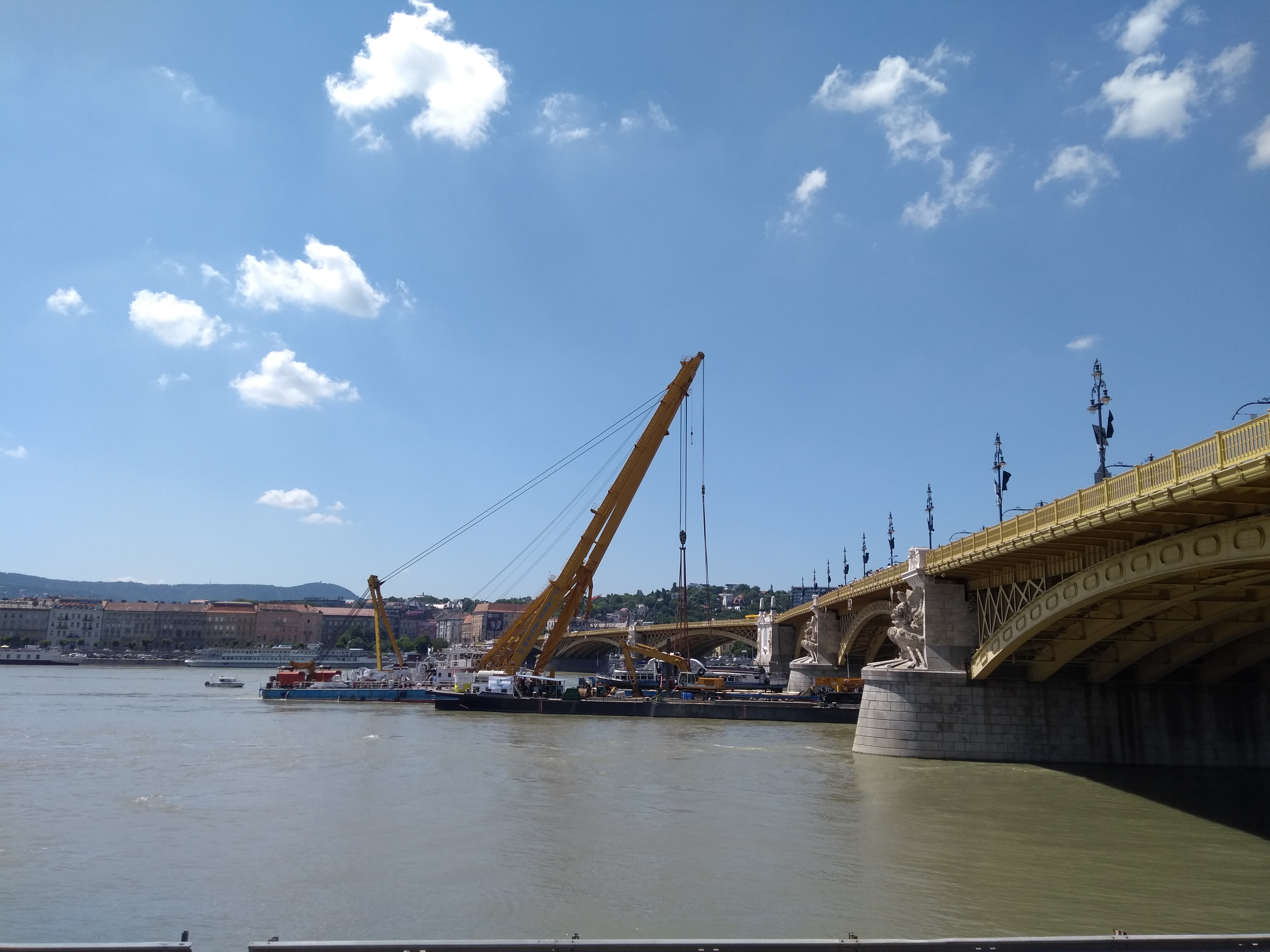
ハブレアーニ号を引き上げる現場（2019年6月11日）